# Стереохімічна нежорсткість
Стереохімічна нежорсткість (рос. стереохимическая нежесткость, англ. stereochemical nonrigidity) — здатність молекули зазнавати швидких оборотних перетворень
(інтрамолекулярних ізомеризацій), енергетичний бар'єр яких є
настільки низьким, що не дозволяє препаративно виділити
окремі ізомери при кімнатній температурі. До стереохімічно
нежорстких прийнято відносити сполуки, молекули яких
настільки швидко перетворюються, що це впливає на форму
ліній в спектрі ЯМР при температурі (–100 до 200 oC).
Енергетичні бар'єри таких перетворень лежать у границях
5 — 20 ккал моль−1 (21 — 85 кДж моль−1).